# Smurfhits 4
Smurfhits 4 är det fjärde albumet i Smurfarnas skivserie Smurfhits, utgivet den 10 april 1998 på CNR Music.

## Låtlista
1. "Gå och smurfa" ("Gå & fiska!" av Gyllene Tider)
2. "Bagarsmurfen" ("Barbie Girl" av Aqua)
3. "Lilla Party Smurf" ("Crazy Little Party Girl" av Aaron Carter)
4. "DJ Smurfen" ("Mr DJ")
5. "Smurf på diskoteket" ("Vamos a la discoteca" av Paradisio)
6. "Taxi Smurf" ("YMCA" av Village People)
7. "Skogsvaktar-smurfen" ("C U When U Get There" av Coolio)
8. "Morgongymnastik" ("Everybody (Backstreet's Back)" av Backstreet Boys)
9. "Smurf-kuriren (Smurfing Through the Years)"
10. "Samlarsmurfen" ("You Won't Forget Me" av La Bouche)
11. "Smurfa för guld (Smurfing for Gold)"
12. "En busig sång" (A Silly Song)
13. "Smurf-jubileum (This Smurfing Life)"
14. "Sago-Smurfen" (I'll Be There for You)
15. "Smurf-Idol" ("Daddy Cool" av Boney M.)

## Listplaceringar
| Lista (1998) | Topplacering |
| ------------ | ------------ |
| Sverige      | 2            |

### Fotnoter
1. ↑  ”Smurfhits 4”. Hitparad. Arkiverad från originalet den 14 september 2016. https://web.archive.org/web/20160914082410/http://hitparad.se/showitem.asp?interpret=Smurfarna&titel=Smurfhits+4&cat=a. Läst 31 oktober 2012.